# Higashiagatsuma
Higashiagatsuma (東吾妻町?) è una cittadina giapponese della prefettura di Gunma.